# Culiseta longiareolata
Culiseta longiareolata är en tvåvingeart som först beskrevs av Macquart 1838.  Culiseta longiareolata ingår i släktet Culiseta och familjen stickmyggor. Inga underarter finns listade i Catalogue of Life.

## Bildgalleri

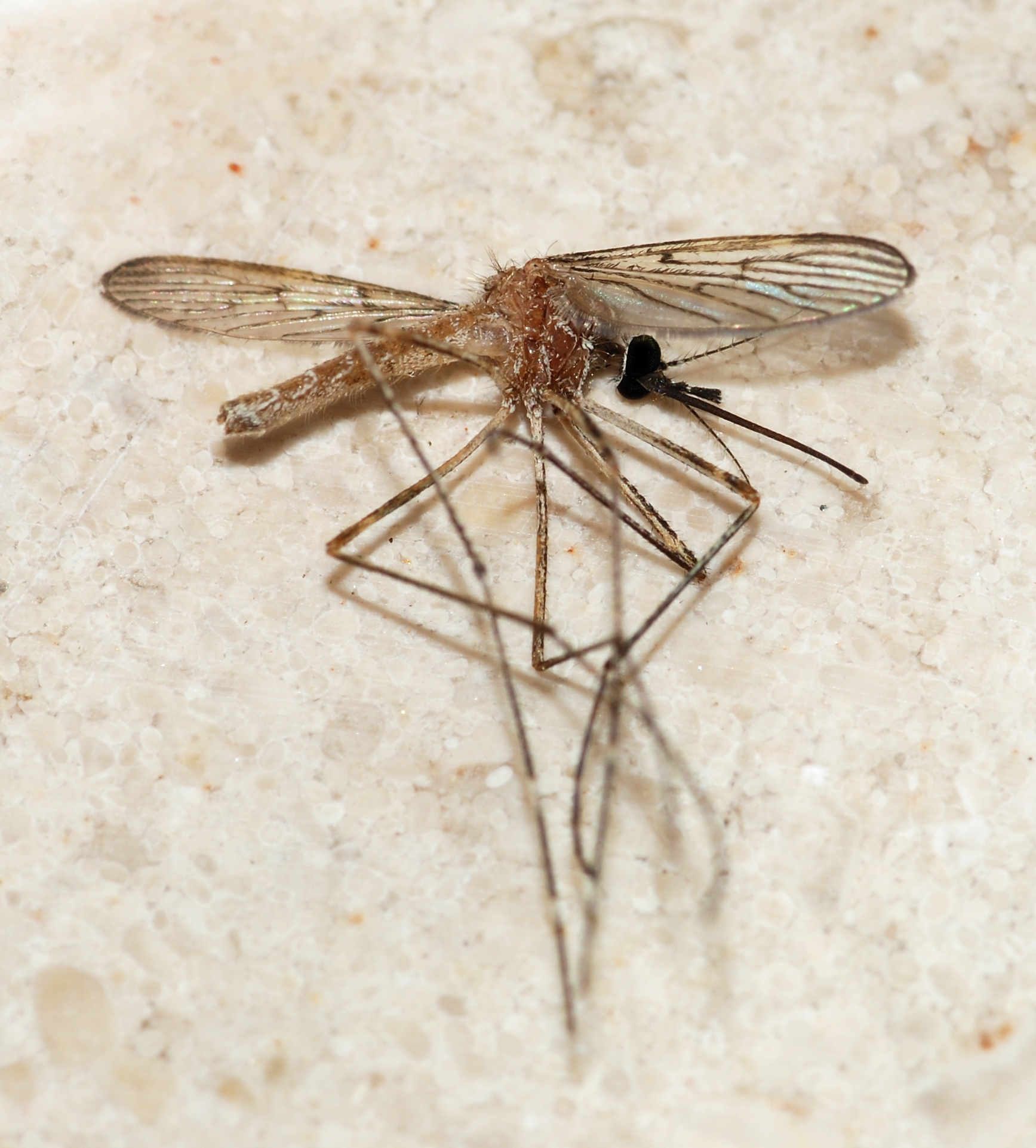
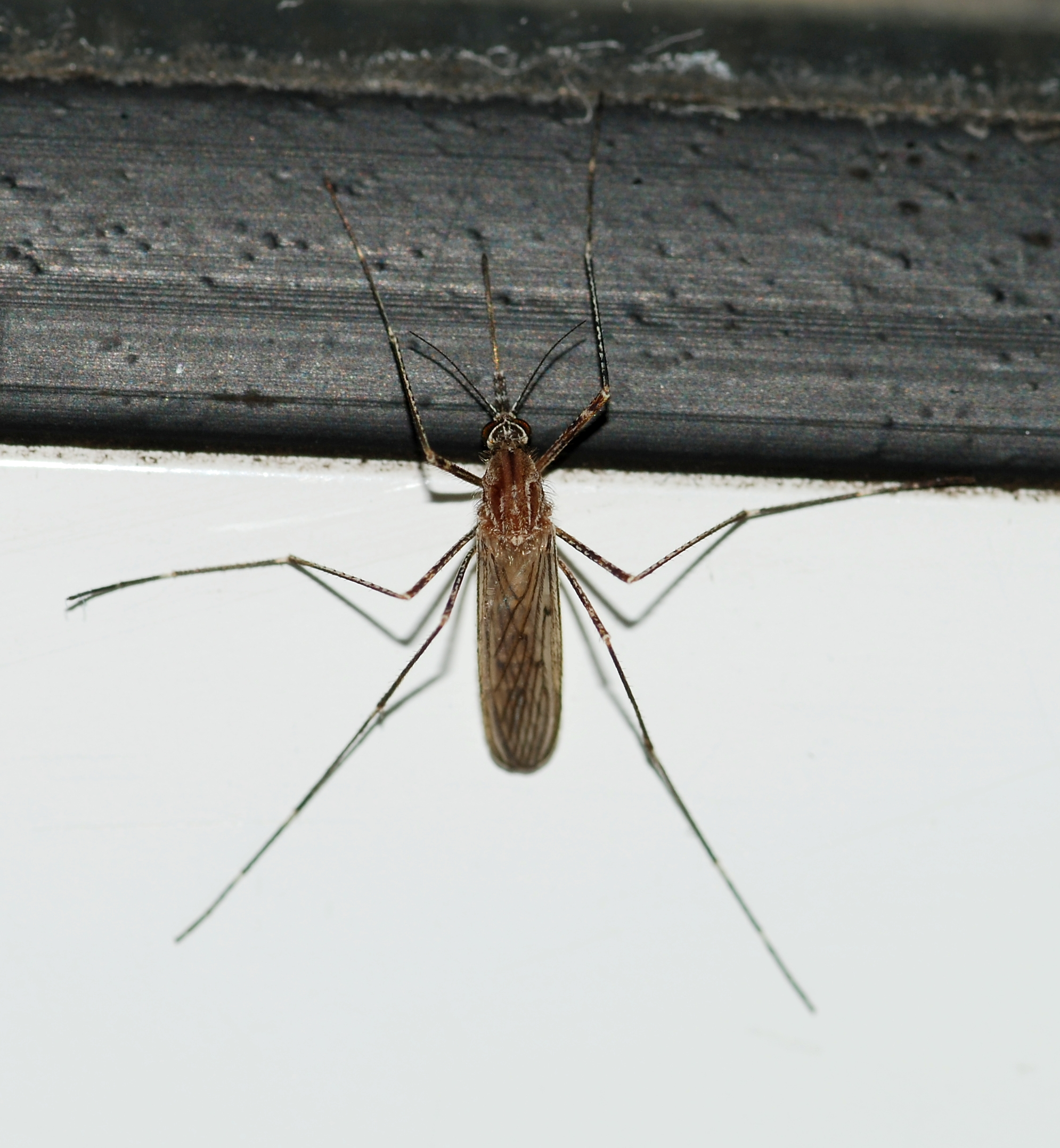
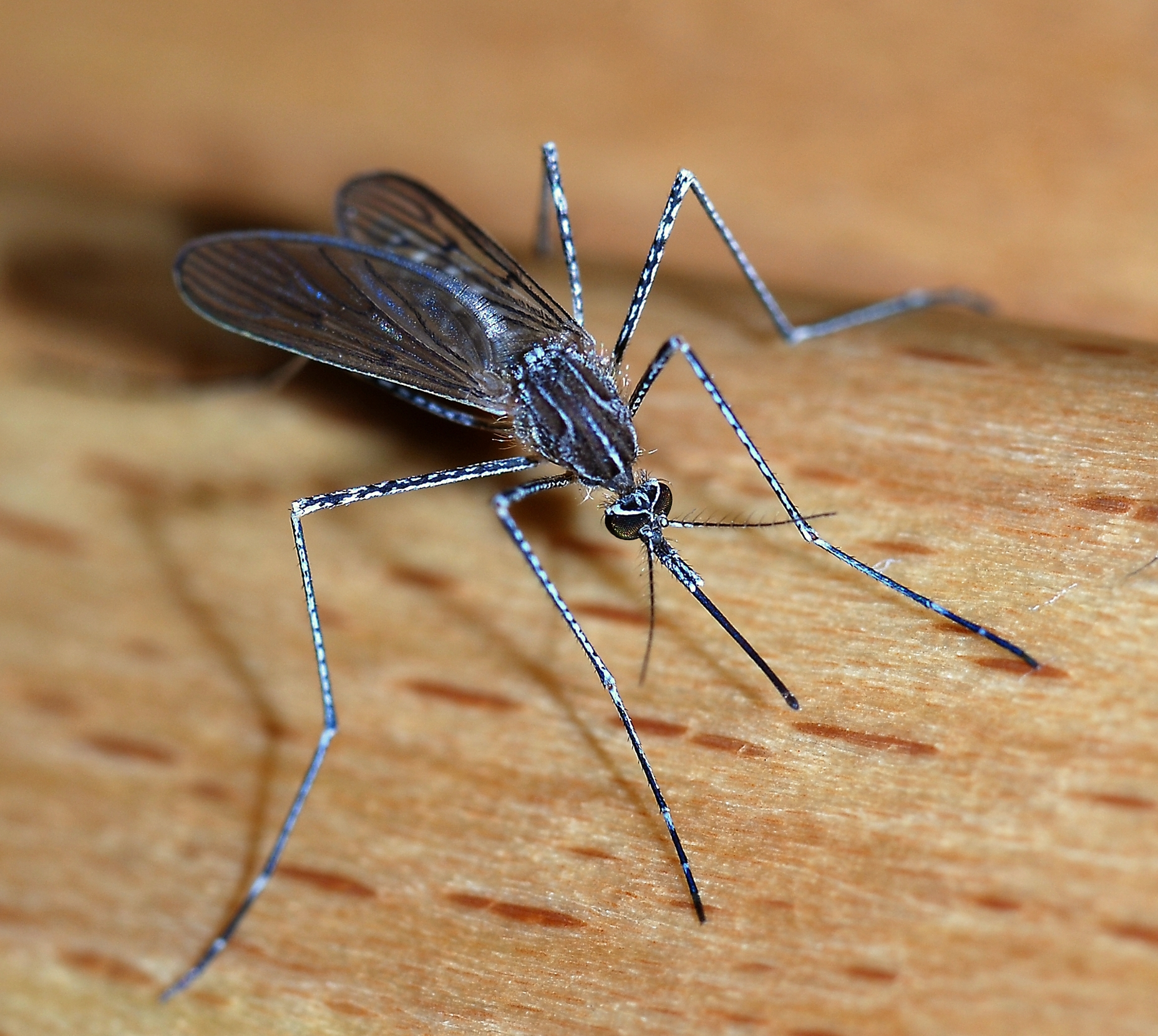